# Arnold Isler
Arnold Isler (* 7. Oktober 1882 in Frauenfeld; † 26. Mai 1941 in Bern) war ein Schweizer Offizier, Luftfahrtpionier und Beamter. Als Direktor des Militärflugplatzes Dübendorf, Kommandant der Fliegerabteilung und später Direktor des Eidgenössischen Luftamtes prägte er massgeblich die Entwicklung der schweizerischen Militär- und Zivilluftfahrt.

## Familie und Ausbildung
Arnold Isler stammte aus einer Soldatenfamilie. Sein Vater Johannes Isler (1840–1930) und sein Grossvater Johann Isler (1802–1882) dienten als Instruktoren im Range von Obersten im Generalstab, während sein Onkel Peter Isler (1847–1921) es bis zum Waffenchef der Infanterie und Oberst-Korpskommandant brachte. Arnold Isler besuchte die Universitäten Zürich und Bern, wo er Volkswirtschaft, Sprachen, Geschichte und Militärwissenschaft studierte. Nach einem kurzen Einsatz in der Justiz und der Eidgenössischen Zollverwaltung trat er in die Armee ein.

## Militärische Karriere
Während des Ersten Weltkriegs diente Isler im persönlichen Stab des Generalstabschefs Oberstkorpskommandant Theophil Sprecher von Sprecher. 1919 wurde er als Major in den Generalstab berufen und übernahm bis 1921 das Kommando über die Fliegerabteilung. Parallel dazu war er Direktor des Militärflugplatzes Dübendorf. Von 1928 bis 1931 diente er als Stabschef des Festungskommandos St. Gotthard und danach bis 1933 als Kommandant der Infanterie-Brigade 14. Seine letzte militärische Position war die eines Stabschefs der Flieger- und Fliegerabwehrtruppen.

## Wechsel zur zivilen Fliegerei, Initiator von Postflügen
1919 stellte Isler ein Entlassungsgesuch, nachdem die Finanzdelegation der eidgenössischen Räte das Budget für das Militärflugwesen erheblich kürzte. In seinem Schreiben begründete er den Schritt mit der fehlenden Unterstützung für die Militäraviatik und seinem eigenen unermüdlichen Einsatz für die schweizerische Luftfahrt.
Unter der Leitung von Arnold Isler wurden 1919 die ersten regelmässigen Postflüge in der Schweiz eingeführt. Zunächst dienten die Flüge mit Militärflugzeugen der Beförderung dienstlicher Korrespondenz zwischen Dübendorf und Bern, wurden aber bald für zivile Postsendungen geöffnet. Die Route erweiterte sich von Bern nach Lausanne und später Genf.
Trotz technischer und organisatorischer Erfolge blieb die kommerzielle Nutzung gering, da eine breite Bekanntmachung fehlte. Ohne aktive Werbung nahm die Nachfrage im Herbst stark ab, sodass der Linienflug am 1. November 1919 eingestellt wurde.

## Zwischen den Weltkriegen
Arnold Isler war eine Schlüsselfigur der schweizerischen Luftfahrtentwicklung nach dem Ersten Weltkrieg. 1919 führte er mit Robert Ackermann (1894–1963) die erste Hochgebirgslandung auf dem Jungfraujoch durch – ein Pionierakt in einer Zeit, in der sich die zivile Luftfahrt erst etablierte. Parallel dazu veröffentlichte er erste grundlegende Arbeiten zur schweizerischen Luftfahrtpolitik. Er engagierte sich massgeblich bei der Gründung der Ad Astra Aero und der Balair, aus denen später die Swissair hervorging.
Seine wissenschaftlichen und organisatorischen Beiträge prägten die Entwicklung der Luftfahrt nachhaltig. Er setzte sich für eine staatliche Regulierung und die Standardisierung von Flugplätzen ein, um die Luftfahrt zukunftssicher zu machen. Gemeinsam mit Walter Dollfus definierte er 1933 in der Schrift «Der dritte Weg» die schweizerische Luftverkehrspolitik. Weitere zentrale Arbeiten umfassten Berichte zur Luftfahrtindustrie und zur Standardisierung der Infrastruktur.

## Auf internationaler Ebene
Arnold Isler förderte nicht nur den Flugverkehr in der Schweiz, beispielsweise mit dem Ausbau der Bodenorganisation oder der Einführung des Schnellverkehrs sowie der Allwetternavigation. Mit Blick auf technische Neuerungen setzte er sich für den Einsatz amerikanischer Schnellflugzeuge in Europa ein und trug damit zur Weiterentwicklung der schweizerischen Luftverkehrspolitik bei.
Auf internationaler Ebene führte Isler Verhandlungen zu Abkommen über die Nutzung des Schweizer Luftraums und stärkte die Kooperation mit ausländischen Luftverkehrsgesellschaften. Sein Engagement in der wissenschaftlichen Forschung schuf neue Ansätze für die Luftfahrt. Im Flugsport und Segelflug setzte er sich gezielt für leistungsfähige Strukturen ein. Zudem unterstützte er den Aero-Club der Schweiz nicht nur organisatorisch und finanziell, sondern förderte auch die Einbindung qualifizierter Fachkräfte.

## Kriegsausbruch und früher Tod
Beim Ausbruch des Zweiten Weltkriegs war Isler weiterhin Direktor des Eidgenössischen Luftamtes, das sich mit den Plänen zur Sicherstellung der Luftverkehrsinfrastruktur während des Krieges auseinandersetzte. Er starb unerwartet am 26. Mai 1941 im Alter von 58 Jahren.